# 주한 튀니지 대사관
주한 튀니지 대사관(아랍어: سفارة تونس بسيول, 프랑스어: Ambassade de Tunisie à Séoul, 영어: Embassy of Tunisia in Seoul)은 대한민국 서울특별시 용산구 동빙고동 7-13에 위치하고 있는 튀니지 대사관이다.

## 역사
튀니지는 1968년 5월 17일에 대한민국과 영사급 외교 관계를 수립했으며 1969년 3월 31일에 대사급 외교 관계를 수립했다. 대한민국 정부는 1968년 9월 21일에 주튀니스 대한민국 총영사관을 설립했는데 1969년 3월 31일을 기해 주튀니지 대한민국 대사관으로 승격되었다. 튀니지 정부는 1990년 10월에 대한민국 서울에 주한 튀니지 대사관을 설립했다.

## 주요 업무
주요 업무는 대한민국 정부와의 외교·교섭, 투자 유치 활동, 대한민국 거주 튀니지 국민의 보호 육성, 외교 정책 홍보, 문화, 학술, 체육 협력, 여권, 입국 사증 발급 및 영사 확인 업무 등이다.

## 같이 보기
- 대한민국-튀니지 관계
- 주튀니지 대한민국 대사관
- 튀니지의 재외공관 목록
- 대한민국 주재 외국공관 목록